# 크리스마스 호러

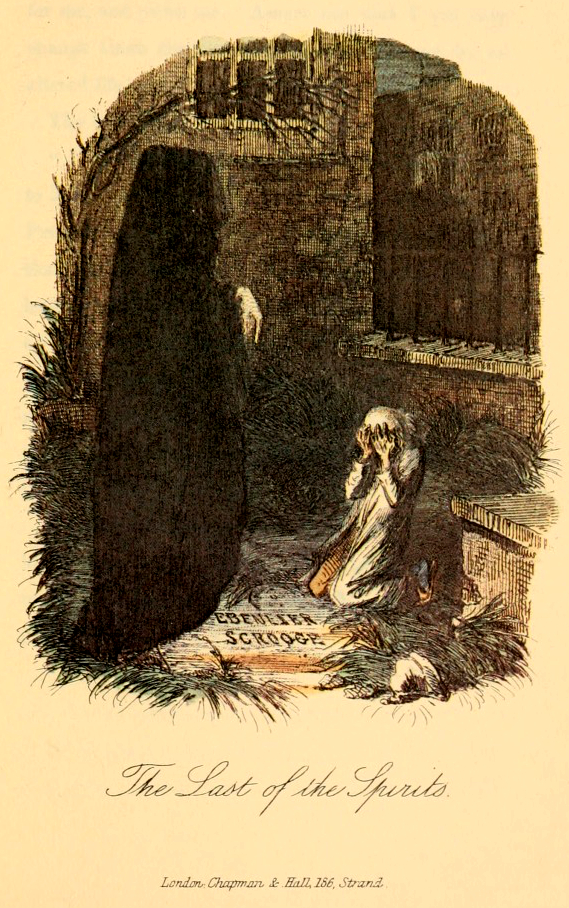
에비니저 스크루지를 공포에 떨게 하는 미래의 크리스마스 유령

크리스마스 호러(Christmas horror)는 겨울 계절 축제 배경에 공포 요소를 결합한 픽션 및 영화 장르이다.

## 기원과 역사
이 장르는 영국에서 선사 시대부터 동지를 기념하는 계절적 전통의 일부이다. 《할리우드 리포터》는 이 장르가 겨울의 죽음과 다가오는 봄의 재탄생을 연관짓는 초기 전통의 일부라고 하며, 셰익스피어의 1623년 작품 《겨울 이야기》를 이 장르의 선구자로 언급했다.
찰스 디킨스의 1843년 작품 《크리스마스 캐럴》은 소설에서 이 장르의 초기 사례로, 영국영화연구소에 따르면 "축제 시즌을 영원히 이 장르와 연결시켰다".:9 디킨스는 1866년 "신호수"와 같이 휴일을 배경으로 한 다른 유령 이야기들도 썼다.
M. R. 제임스는 1900년대 초에 유령 이야기를 썼으며, 이를 크리스마스 시즌에 친구들에게 소리 내어 읽어주는 것을 휴일 오락의 전통으로 삼았다. 1954년 미국 EC 코믹스는 산타로 분장한 살인자를 특징으로 하는 "...그리고 집 안 곳곳에"(...And All Through the House)라는 제목의 《공포의 금고》(The Vault of Horror) 편을 출판했다.:3–4
공포 요소는 1900년대 초부터 크리스마스 테마 영화에 존재했다.:3 초기 사례로는 블라디슬라프 스타레비치의 《크리스마스 이브》(1913년), 빅토르 셰스트룀의 《유령마차》(1921년), 크리스티앙-자크의 《누가 산타클로스를 죽였나》(1941년) 등이 있다.:3
1970년대에 BBC는 제임스의 단편 소설을 바탕으로 한 연례 《크리스마스를 위한 유령 이야기》를 방송했다. 이후 2000년대 초에는 크리스토퍼 리가 제임스 역할을 맡아 그의 이야기를 소리 내어 읽는 《크리스토퍼 리의 크리스마스 유령 이야기》와 《크리스마스를 위한 유령 이야기》의 리부트 시리즈를 제작했다.
영화 장르는 1970년대에 완전히 등장하여 논란을 일으켰다.:3 현대 크리스마스 공포 영화 장르의 초기 사례로는 1971년 《누가 앤티 루를 살해했나》와 1972년 《고요한 밤, 피의 밤》이 있다. 1972년 《크립트에서 온 이야기》는 공포의 금고의 "...그리고 집 안 곳곳에"를 각색한 작품으로, 산타로 분장한 살인자가 등장하는 최초의 영화였다.:3 1974년 《블랙 크리스마스》는 이 장르의 영향력 있는 고전으로 간주되며, 스티븐 스로워에 따르면 일반적으로 1978년 《할로윈》에 영향을 준 작품으로 여겨진다. 이 장르는 1970년대 후반과 1980년대 초반 슬래셔 영화의 범람 속에서 몇 년간 쇠퇴했으나, 1984년 《그렘린》과 《죽음의 밤》에 의해 부활하여 80년대 후반부터 적어도 2010년대 후반까지 지속되었다.:4

## 관습
이 장르는 일반적으로 공포 요소와 평화와 친절의 시기에 대한 공동체적 계절 기대를 병치한다.:3 이 장르는 전형적으로 눈, 상징적인 장식과 음악, 반짝이는 불빛, 캐럴 부르는 사람들이 있는 향수를 불러일으키는 크리스마스 테마의 배경을 특징으로 하며, 이 모든 것은 공포감을 유발하기 전에 평화의 감각을 불러일으키기 위한 것이다.:5
크리스마스 공포 소설과 영화는 때때로 다양한 크리스마스 이야기 전통의 공포 요소에 기반한다. 여기에는 중부 유럽의 크람푸스와 페르히타, 아이슬란드 민간설화의 그릴라 등이 있는데, 이들은 산타클로스와 협력하여 악행을 저지른 사람들을 처벌하며, 동남 유럽의 칼리칸차로이는 시즌 동안 전반적인 혼란을 일으킨다. 살인자가 산타로 변장한 이 장르의 예시는 흔히 볼 수 있지만, 실제 산타가 폭력을 저지르는 경우도 드물게 존재한다.

## 인기
《페이스트》지는 이 장르의 인기가 폭력과 공포를 사람들이 서로에게 특별한 친절을 베풀 것으로 기대되는 계절과 병치시키는 것과 연관되었다고 설명했다. "반면에 깨끗하고 질투심 많게 지켜지는 크리스마스의 유령 같은 이미지에 대항하여 피의 살육을 설정하는 것은 항상 의도적인 모욕의 일정 수준을 노리는 것이었다. 왜냐하면 휴일 이미지의 방어를 매우 진지하게 여기는 사람들이 항상 있었기 때문이다. 아마도 그 제도를 무너뜨리는 것(또는 적어도 부드럽게 놀리는 것)은 저항하기에 너무 유혹적인 일일 것이다."
《할리우드 리포터》는 이 장르의 매력이 "크리스마스가 모든 사람에게 일 년 중 가장 행복한 시간은 아니다"라는 반영이며, "휴일에 스며드는 덜 즐거운 측면들을 정복하고 통제하는 수단"을 제공한다고 추측했다.
NPR은 이 장르의 공감성이 명백해 보인다고 말했다. "크리스마스 이야기가 무섭다는 주장을 하기는 그리 어렵지 않다... 일 년 내내 당신을 '지켜보는' 그 큰 남자가 자정에 당신의 집에 몰래 들어온다. 크리스마스 테마의 공포 영화 장르가 전체적으로 존재하는 것은 놀라운 일이 아니다."
《무서운 작은 크리스마스: 성탄절 공포 영화의 역사》의 저자 매튜 듀피는 "홀마크 채널에서 볼 수 있는 느끼하게 달콤하고 기분 좋은 크리스마스 영화의 흥미진진한 대안을 찾는" 영화 관객들이 이 장르의 인기를 설명한다고 썼다.:2
이 장르는 여러 국가에서 사례가 있다. 딕 마스의 《세인트》(2010년)는 네덜란드 보수파들 사이에서 논란이 되었다. 캐나다 영화로는 《더 브레인》, 《디코이스》, 《별장에서 생긴 일》이 있다. 《언홀리 나이트》는 아이슬란드 영화이고, 《산타를 보내드립니다》는 핀란드 영화였다. 프랑스, 스페인, 벨기에, 볼리우드 영화 산업에서도 사례가 존재한다.:299-300

## 논란
많은 비평가들이 공포 장르, 특히 슬래셔 장르를 폄하했지만, 1984년 《죽음의 밤》의 등장은 같은 해 개봉한 《크리스마스까지 열지 마시오》(Don't Open till Christmas)를 포함한 다른 영화들의 개봉에도 불구하고, "그는 네가 나쁜 애였을 때를 알고 있다!"(He knows when you've been naughty!)라는 슬로건과 함께 살인자 산타를 내세운 홍보물에 의해 촉발된 항의를 불러일으켰다. 이 영화의 텔레비전 광고 6가지 버전이 승인되기 전에 영화협회의 광고 코드 관리부에 제출되었다.
이 영화는 또한 크리스마스, 특히 산타클로스를 줄거리에 완전히 통합했다는 점에서 특이했다. 《팡고리아》 편집장 마이클 진골드에 따르면, 이 영화는 "장면마다 크리스마스에 대한 증오를 보여준다."
2006년 다큐멘터리 《조각으로 가다: 슬래셔 영화의 흥망성쇠》(Going to Pieces: The Rise and Fall of the Slasher Film)에 따르면, 이 영화는 "전국적인 항의를 촉발시킨 도화선이 되었다." 이 영화는 1984년 11월 트라이스타 픽처스에 의해 동부 해안과 중서부에서 개봉되었지만, 항의와 그에 대한 전국적인 보도로 인해 일주일 후 배급이 중단되었다. 버펄로와 보스턴 등지의 일부 극장은 계속해서 상영했다. 나중에는 산타의 이미지나 크리스마스에 대한 언급 없이, "전국의 부모들"이 "상영 금지를 시도했다"는 이유로 너무 엄청나게 불쾌했다는 점에 초점을 맞춘 홍보 자료와 함께 아쿠아리우스 필름 릴리징이 재개봉하였다.

## 같이 보기
- 크리스마스 영화 목록

## 더 읽어보기
- Mogg, Richard (2019), 《Giftwrapped & Gutted: The Trashiest Christmas Horror Movies Ever Made》, ISBN 978-1999481711